# 西本征央
西本 征央（にしもと いくお、1956年1月28日 - 2003年10月17日）は日本の医学者。慶應義塾大学医学部薬理学教室教授、あしなが育英会副会長を務めた。2003年に胃癌のため47歳で死去。和歌山県生まれ。

## 人物
アルツハイマー病の研究を重ね、2001年に西本のグループはアルツハイマー病の原因遺伝子による脳神経細胞の死滅を防ぐという物質を世界で初めて発見し、ヒューマニンと命名した。これはアルツハイマー病の根治薬になるのではないかと期待される物質である。（ただし、ヒューマニンの効能については議論があり、あまり効果が期待できないと考える研究者もいる。）

## 略歴
- 1973年　灘高等学校在学中、和歌山市で酒店を営む父親を交通事故で亡くす
- 1980年　東京大学医学部医学科卒
- 1986年　東京大学医学部第4内科助手
- 1989年　スタンフォード大学留学（1日17時間勉強、睡眠時間は3時間）
- 1992年　ハーバード大学医学部薬理学教室助教授就任
- 1996年　慶應義塾大学医学部薬理学教室教授就任
- 2001年　ヒューマニンの発見